# تنغ كورة السفلي (زلاغي الشرقي)
تنغ کورة السفلی (بالفارسية: تنگ‌کوره سفلی) هي قرية تقع في إيران في قسم زلاغي الشرقي الریفي. يقدر عدد سكانها بـ 35 نسمة .